# Jean-Pierre Jabouille
Jean-Pierre Alain Jabouille (París; 1 de octubre de 1942-Saint-Cloud; 2 de febrero de 2023) fue un piloto de automovilismo francés. En Fórmula 1, su mejor actuación fue el Gran Premio de Francia de 1979, donde consiguió la primera victoria en la categoría para el equipo Renault, y su primera personal. También ganó en el Gran Premio de Austria de 1980, que fue su segunda y última victoria en la «máxima categoría».
Tuvo un carácter de precursor en el desarrollo del motor turbo en Fórmula 1, por lo cual su importancia es muy grande en el mundo del automovilismo. Fue distinguido como Caballero de la Orden Nacional del Mérito en 1994. También fue director deportivo del proyecto del motor y casi chasis Peugeot F1, y en ese mismo año con los chasis McLaren (1994), Jordan (1995 a 1997) y Prost (1998 al 2000).
Falleció el 2 de febrero de 2023 a los 80 años, en Saint-Cloud.

## Resultados

### Fórmula 1
(Clave) (negrita indica pole position) (cursiva indica vuelta rápida)

| Año  | Escudería                  | 1       | 2       | 3       | 4       | 5       | 6       | 7       | 8       | 9       | 10      | 11      | 12      | 13      | 14      | 15      | 16      | 17  | Pos. | Puntos |
| ---- | -------------------------- | ------- | ------- | ------- | ------- | ------- | ------- | ------- | ------- | ------- | ------- | ------- | ------- | ------- | ------- | ------- | ------- | --- | ---- | ------ |
| 1974 | Frank Williams Racing Cars | ARG     | BRA     | RSA     | ESP     | BEL     | MON     | SWE     | NED     | FRA DNQ | GBR     | GER     |         |         |         |         |         |     | NC   | 0      |
| 1974 | Team Surtees               |         |         |         |         |         |         |         |         |         |         |         | AUT DNQ | ITA     | CAN     | USA     |         |     | NC   | 0      |
| 1975 | Elf Team Tyrrell           | ARG     | BRA     | RSA     | ESP     | MON     | BEL     | SWE     | NED     | FRA 12  | GBR     | GER     | AUT     | ITA     | USA     |         |         |     | NC   | 0      |
| 1977 | Equipe Renault Elf         | ARG     | BRA     | RSA     | USW     | ESP     | MON     | BEL     | SWE     | FRA     | GBR Ret | GER     | AUT     | NED Ret | ITA Ret | USA Ret | CAN DNQ | JPN | NC   | 0      |
| 1978 | Equipe Renault Elf         | ARG     | BRA     | RSA Ret | USW Ret | MON 10  | BEL NC  | ESP 13  | SWE Ret | FRA Ret | GBR Ret | GER Ret | AUT Ret | NED Ret | ITA Ret | USA 4   | CAN 12  |     | 17º  | 3      |
| 1979 | Equipe Renault Elf         | ARG Ret | BRA 10  | RSA Ret | USW DNS | ESP Ret | BEL Ret | MON NC  | FRA 1   | GBR Ret | GER Ret | AUT Ret | NED Ret | ITA 14  | CAN Ret | USA Ret |         |     | 13º  | 9      |
| 1980 | Equipe Renault Elf         | ARG Ret | BRA Ret | RSA Ret | USW 10  | BEL Ret | MON Ret | FRA Ret | GBR Ret | GER Ret | AUT 1   | NED Ret | ITA Ret | CAN Ret | USA     |         |         |     | 8º   | 9      |
| 1981 | Equipe Talbot Gitanes      | USW     | BRA     | ARG DNQ | SMR NC  | BEL Ret | MON DNQ | ESP Ret | FRA     | GBR     | GER     | AUT     | NED     | ITA     | CAN     | LVG     |         |     | NC   | 0      |

| Predecesor: Jacques Laffite | Campeón de Fórmula 2 Europea 1976 | Sucesor: René Arnoux |